# 全国高等学校野球選手権西中国大会
全国高等学校野球選手権西中国大会（ぜんこくこうとうがっこうやきゅうせんしゅけんにしちゅうごくたいかい）は、1948年（第30回）から1974年（第56回）まで行われていた、全国高等学校野球選手権大会の地方大会。

## 概要
1957年（第39回）まで広島県と山口県を対象に行われていたが、1959年（第41回）から広島県の単独代表が認められ、東中国大会に編成されていた島根県が西中国大会に編成替えとなり、島根県と山口県を対象に行われるようになった。
1975年（第57回）から山口県の単独代表が認められ、島根県は鳥取県と山陰大会を編成することとなった。

## 大会結果
| 年度（大会）         | 優勝校（代表校） | 決勝スコア | 準優勝校         | 参加県     |
| -------------------- | ---------------- | ---------- | ---------------- | ---------- |
| 1948年（第30回大会） | 柳井（山口）     | 1 - 0      | 下関商（山口）   | 広島・山口 |
| 1949年（第31回大会） | 柳井（山口）     | 6 - 1      | 呉三津田（広島） | 広島・山口 |
| 1950年（第32回大会） | 呉阿賀（広島）   | 6 - 3      | 三原（広島）     | 広島・山口 |
| 1951年（第33回大会） | 下関西（山口）   | 1 - 0      | 尾道西（広島）   | 広島・山口 |
| 1952年（第34回大会） | 柳井商工（山口） | 6 - 3      | 三原（広島）     | 広島・山口 |
| 1953年（第35回大会） | 下関東（山口）   | 7 - 6      | 岩国（山口）     | 広島・山口 |
| 1954年（第36回大会） | 三原（広島）     | 3 - 2      | 広陵（広島）     | 広島・山口 |
| 1955年（第37回大会） | 岩国工（山口）   | 8 - 4      | 三原（広島）     | 広島・山口 |
| 1956年（第38回大会） | 広島商（広島）   | 5 - 2      | 忠海（広島）     | 広島・山口 |
| 1957年（第39回大会） | 広島商（広島）   | 3 - 2      | 広陵（広島）     | 広島・山口 |
| 1959年（第41回大会） | 大田（島根）     | 13 - 0     | 宇部工（山口）   | 島根・山口 |
| 1960年（第42回大会） | 大社（島根）     | 3 - 2      | 岩国商（山口）   | 島根・山口 |
| 1961年（第43回大会） | 大社（島根）     | 1 - 0      | 安来（島根）     | 島根・山口 |
| 1962年（第44回大会） | 山口鴻城（山口） | 2 - 1      | 久賀（山口）     | 島根・山口 |
| 1964年（第46回大会） | 早鞆（山口）     | 8 - 0      | 出雲商（島根）   | 島根・山口 |
| 1965年（第47回大会） | 小野田工（山口） | 3 - 2      | 水産（山口）     | 島根・山口 |
| 1966年（第48回大会） | 早鞆（山口）     | 2 - 1      | 邇摩（島根）     | 島根・山口 |
| 1967年（第49回大会） | 早鞆（山口）     | 15 - 2     | 浜田水産（島根） | 島根・山口 |
| 1969年（第51回大会） | 宇部商（山口）   | 5 - 1      | 江津（島根）     | 島根・山口 |
| 1970年（第52回大会） | 江津工（島根）   | 1 - 0      | 安来（島根）     | 島根・山口 |
| 1971年（第53回大会） | 浜田（島根）     | 7 - 5      | 岩国（山口）     | 島根・山口 |
| 1972年（第54回大会） | 柳井（山口）     | 3 - 0      | 柳井商（山口）   | 島根・山口 |
| 1974年（第56回大会） | 防府商（山口）   | 4 - 2      | 大田（島根）     | 島根・山口 |